# الکو (آرکانزاس)
الکو، ارکانساس (به انگلیسی: Alco, Arkansas) یک منطقهٔ مسکونی در ایالات متحده آمریکا است که در آرکانزاس واقع شده‌است.

## خصوصیات
الکو ۳۴۱٫۰۸ متر بالاتر از سطح دریا واقع شده‌است.